# La Tornade (film, 1937)
Pour le film de John Ford sorti en 1923, voir La Tornade (film, 1923).
La Tornade (titre original : Another Dawn) est un film américain réalisé par William Dieterle, sorti en 1937. L'intrigue est inspirée d'une pièce de théâtre de 1919 par Somerset Maugham, La Femme de César (en anglais : Caesar's Wife).

## Synopsis
Dans le désert d'une colonie de l'Empire britannique, le jeune capitaine Denny Roark séduit l'épouse américaine de son supérieur, le colonel John Wister.

## Fiche technique
- Titre : La Tornade
- Titre original : Another Dawn
- Réalisation : William Dieterle
- Scénario : Laird Doyle d'après The Ambassador's Wife de William Somerset Maugham
- Dialogues : Stanley Logan
- Production : Hal B. Wallis, Jack L. Warner
- Société de production : Warner Bros. Pictures
- Musique : Erich Wolfgang Korngold
- Photographie : Tony Gaudio
- Direction artistique : Robert Haas
- Montage : Ralph Dawson
- Pays d'origine : États-Unis
- Format : Noir et blanc - 1,37:1 - Mono
- Genre : Aventure, romance
- Durée : 73 minutes
- Date de sortie : 1937

## Distribution
- Kay Francis : Julia Ashton Wister
- Errol Flynn : Capitaine Denny Roark
- Ian Hunter : Colonel John Wister
- Frieda Inescort : Grace Roark
- Herbert Mundin : Wilkins
- G.P. Huntley : Lord Alden
- Billy Bevan : Soldat Hawkins
- Clyde Cook : Sergent Murphy
- Mary Forbes : Mme Lydia Benton
- Eily Malyon : Mme Farnold
- Richard Powell : Soldat Henderson
- Kenneth Hunter : Sir Benton
- Charles Austin : Yeoman
- Joseph tozer : Butler
- Ben Weldon : Mr Romkoff
- Spencer Teakle : Fromby
- David Clyde : Campbellald
- Charles Irwin : Kelly
- Reginald Sheffield

## Autour du film
- Tourné dans les décors de La Charge de la brigade légère.